# Вітольд Пілецький
Вітольд Пілецький (пол. Witold Pilecki), псевдоніми: Witold, Druh, Roman Jezierski, Tomasz Serafiński (13 травня 1901, Олонець, Росія, Карелія — 25 травня 1948, Варшава, ПНР) — польський військовик, ротмістр Війська польського, солдат польського підпілля, підлеглого польському уряду у вигнанні, організатор руху опору в концентраційному таборі Освенцим. Засуджений комуністичною владою Народної Польщі до смертної кари, вирок приведений у виконання.

## Дитинство і молодість
Народився в місті Олонець, Республіка Карелія, куди його родину переселила російська царська влада в рамках репресій за участь в січневому повстанні 1863 року.
З 1910 року мешкав у Вільнюсі, де навчався в комерційній школі. З 1914 року був членом забороненого царською владою харцерського руху (1916 року заснував свою групу). 1921 року склав іспит на атестат зрілості (пол. matura).

## Радянсько-польська війна (1919—1921)
Протягом 1918—1921 служив у Війську Польському, воював під час радянсько-польської війни. Як кавалерист брав участь в обороні Гродно. 5 серпня 1920 року вступив у 211 Полк Уланів та в його лавах брав участь у Варшавській битві 1920 року, в бою в Рудницькій пущі та у здобутті Вільнюса. Двічі нагороджений Хрестом за доблесть.
Після війни демобілізований. Він залишався в списку військовозобов'язаних у Повітовому Військовому Комісаріаті в місті Ліда з призначенням у 26 Полк Великопольский уланів у місті Барановичі.

## Друга світова війна
У серпні 1939 року він мобілізований до польського війська. Воював проти німців під час Польської кампанії 1939 року як командир взводу в ескадроні дивізійної кавалерії 19-ї піхотної дивізії армії «Пруссія». Останні бої його загін провів як партизанський підрозділ. Пілецький розпустив свій взвод 17 жовтня 1939 року та перейшов на нелегальне становище.

## Участь у підпіллі
Після закінчення Польської кампанії 1939 року пробрався до Варшави і став одним з організаторів створеної 9 листопада 1939 року підпільної організації Секретна Польська Армія під командуванням Яна Влодаркевіча, згодом підпорядкованої Союзу збройної боротьби.

## Добровільне ув'язнення в концтаборі Аушвіц
19 вересня 1940 року під час проведеної німцями вуличної облави він добровільно здався німцям з метою потрапити як в'язень у концентраційний табір Аушвіц для отримання інформації та проведення підпільної роботи. Він потрапив у цей концтабір у ніч з 21 на 22 вересня 1940 року у складі так званого другого варшавського транспорту, що складався з поляків, заарештованих німцями.
Під прізвищем Томаш Серафінський, в'язень № 4859, він був головним організатором польського підпілля в таборі. Пілецький складав доповіді, що надсилалися командуванню Союзу Збройної Боротьби до Варшави, а звідти далі на Захід. Він планував збройне звільнення табору. Ще перебуваючи у концтаборі, в листопаді 1941 року він за наказом генерала Стефана Ровецького отримав звання лейтенанта.

## Втеча з концтабору Освенцим; конспірація і Варшавське повстання 1944
У ніч з 26 на 27 квітня 1943 року Пілецькому вдалося втекти з табору разом із двома іншими в'язнями. Уздовж залізниці вони дійшли до річки Сола, а потім до Вісли, якою вони пропливли в знайденому човні. Потім вони дійшли до міста Новий Вісьнич, де Вітольд Пілецький знайшов справжнього Томаша Серафінського. Серафінський зв'язав Пілецького з місцевим відділом Армії крайової, де Пілецький запропонував свій план атакувати концтабір Аушвіц. Однак його проект збройного захоплення та звільнення концтабору не отримав схвалення з боку верховного командування.
Впродовж 1943—1944 років Пілецький служив в III відділі Кедив Головного Командування Армії Крайової (в тому числі заступником командира розвідувально-інформаційної бригади «Камелеон»-«Їжак»), брав участь у Варшавському повстанні 1944 року. На початку він бився як рядовий стрілець у роті «Варшав'янка», згодом командував одним із загонів батальйону «Хробри II», у так званому «Вітольдовому редуті» (пол. Reduta Witolda) в колишньому приміщенні редакції газети «Жечпосполіта». У період 1944—1945 знаходився в німецькому полоні в офлагах VII A Мурнау, потім він був у Армії Андерса (пол. 2 Korpus Polski) в Італії. У жовтні 1945 року, за особистим наказом генерала Владислава Андерса повернувся до Польщі з метою вести в Польщі розвідувальну діяльність на користь Армії Андерса.

## Діяльність після війни
Восени 1945 року організував розвідувальну мережу і почав збирати інформацію про становище в Польщі, в тому числі про солдатів Армії Крайової, ув'язнених у таборах НКВД на території Польщі та засланих у Радянський Союз. Він отримував розвіддані з Міністерства громадської безпеки, Міністерства народної оборони та Міністерства закордонних справ.
Пілецький ігнорував наказ генерала Владислава Андерса покинути Польщу у зв'язку із загрозою арешту. Він обмірковував скористатися амністією 1947 року, але зрештою вирішив не виходити з підпілля.

## Арешт і процес

### Звинувачення

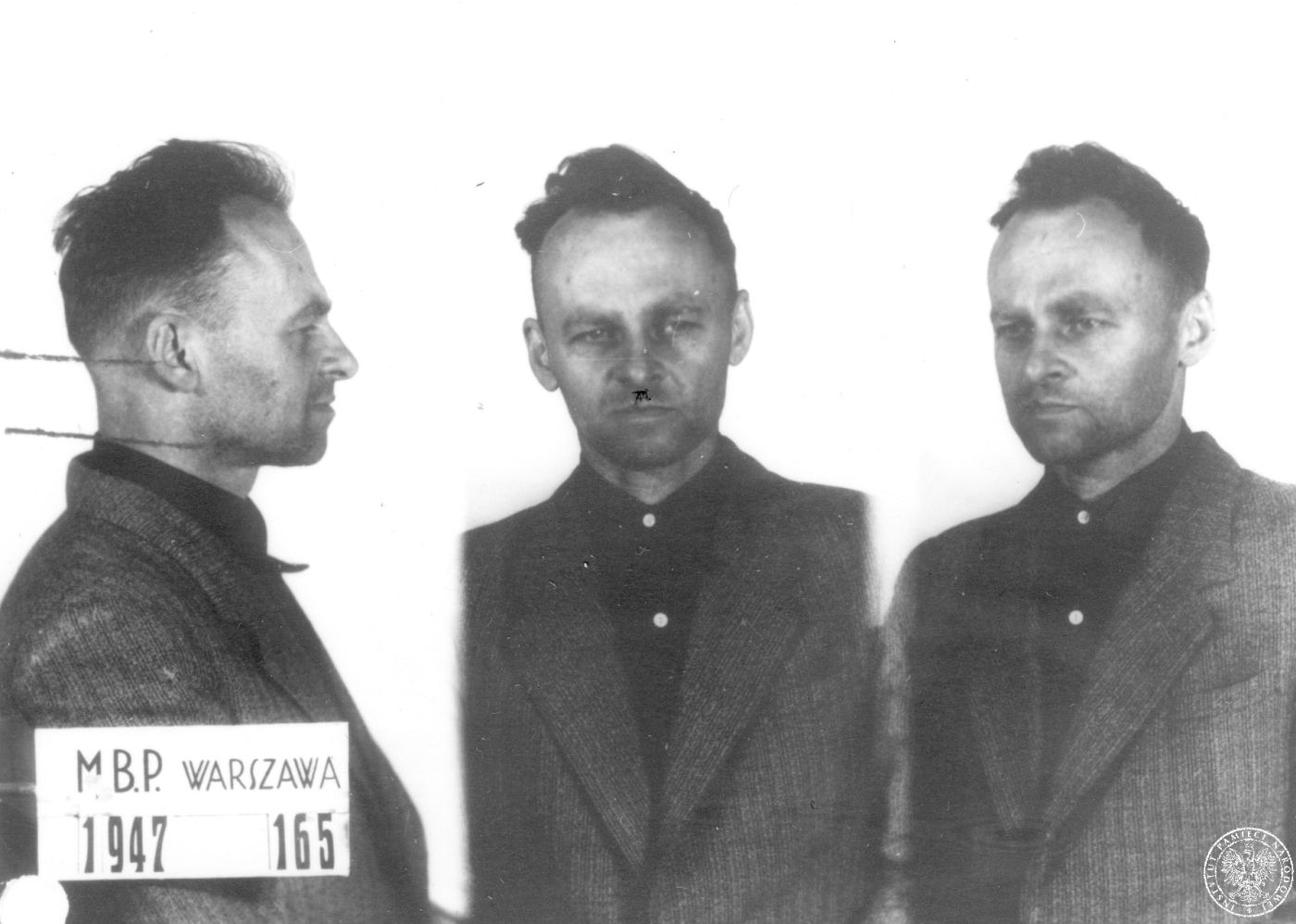
Знімки зроблені у варшавській мокотівській в'язниці після арешту (1947)

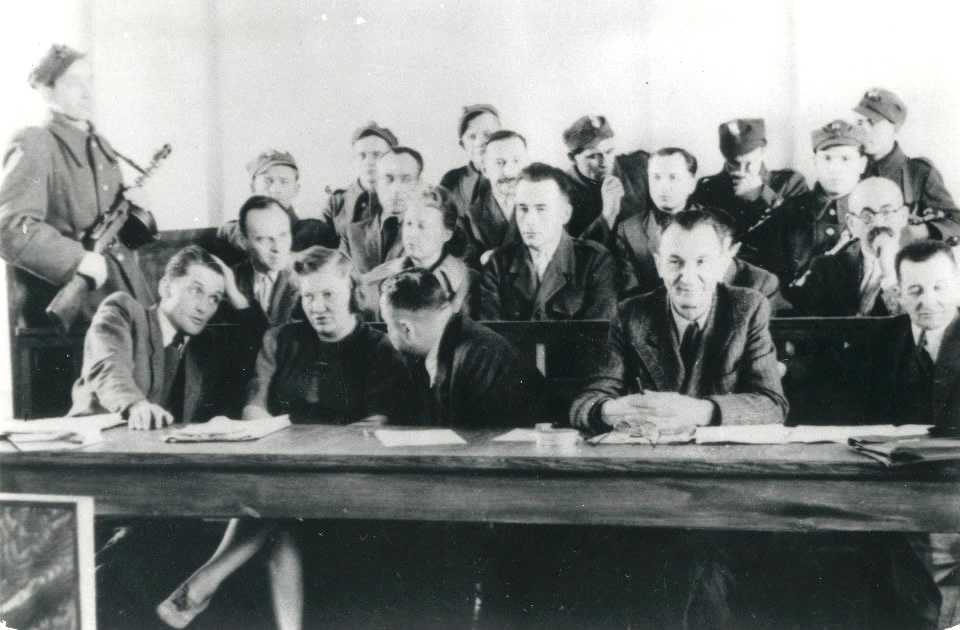
Лава підсудних у процесі Вітольда Пілецького, березень 1948 року

8 травня 1947 співробітники Міністерства громадської безпеки заарештували Пілецького. Перед судом його кілька разів катували, але він не розкрив жодної таємної інформації. На останній своїй зустрічі з дружиною Пілецький сказав, що порівняно з Мокотовською в'язницею «Освенцим був дитячими іграшками».
3 березня 1948 року почався процес так званої «групи Вітольда». Пілецький був звинувачений в:
- нелегальному переході державного кордону,
- використанні підроблених документів,
- відсутності реєстрації в райвійськкоматі,
- нелегальному володінні зброєю,
- веденні шпигунської діяльності на користь Андерса,
- підготовці замаху на групу чиновників Міністерства громадської безпеки.

Звинувачення в підготовці замаху Пілецький рішуче відкинув під час процесу; щодо розвідувальної діяльності, він вважав її інформаційною діяльністю на користь Армії Андерса, офіцером якої він як і раніше вважався. Він не визнав себе винним по інших пунктах звинувачення під час процесу.

### Вирок і страта Вітольда Пілецького
15 травня 1948 року був засуджений до смертної кари і незабаром страчений. Вирок був приведений у виконання в Мокотовській в'язниці.
Вітольд Пілецький залишив дружину, доньку і сина. Місце поховання невідоме, ймовірно, останки були закопані на звалищі сміття біля кладовища Повонзкі у Варшаві.
У Польській Народній Республіці всяка інформація про досягнення і долю Пілецького заборонялася цензурою.

## Пам'ять
19 вересня 2019 Європейський парламент ухвалив Резолюцію за номером 2019/2819(RSP), 11 пункт якої закликає на честь страченого комуністичною владою героя Вітольда Пілецького встановити 25 травня Міжнародний день героїв боротьби проти тоталітаризму,
…який буде вираженням поваги та данини всім тим, хто, бореться з тиранією, продемонстрували свій героїзм та справжню любов до людства, а також нададуть майбутнім поколінням чіткий приклад правильного ставлення до небезпеки тоталітарного поневолення".